# Ludwig Franz Alexander Winther

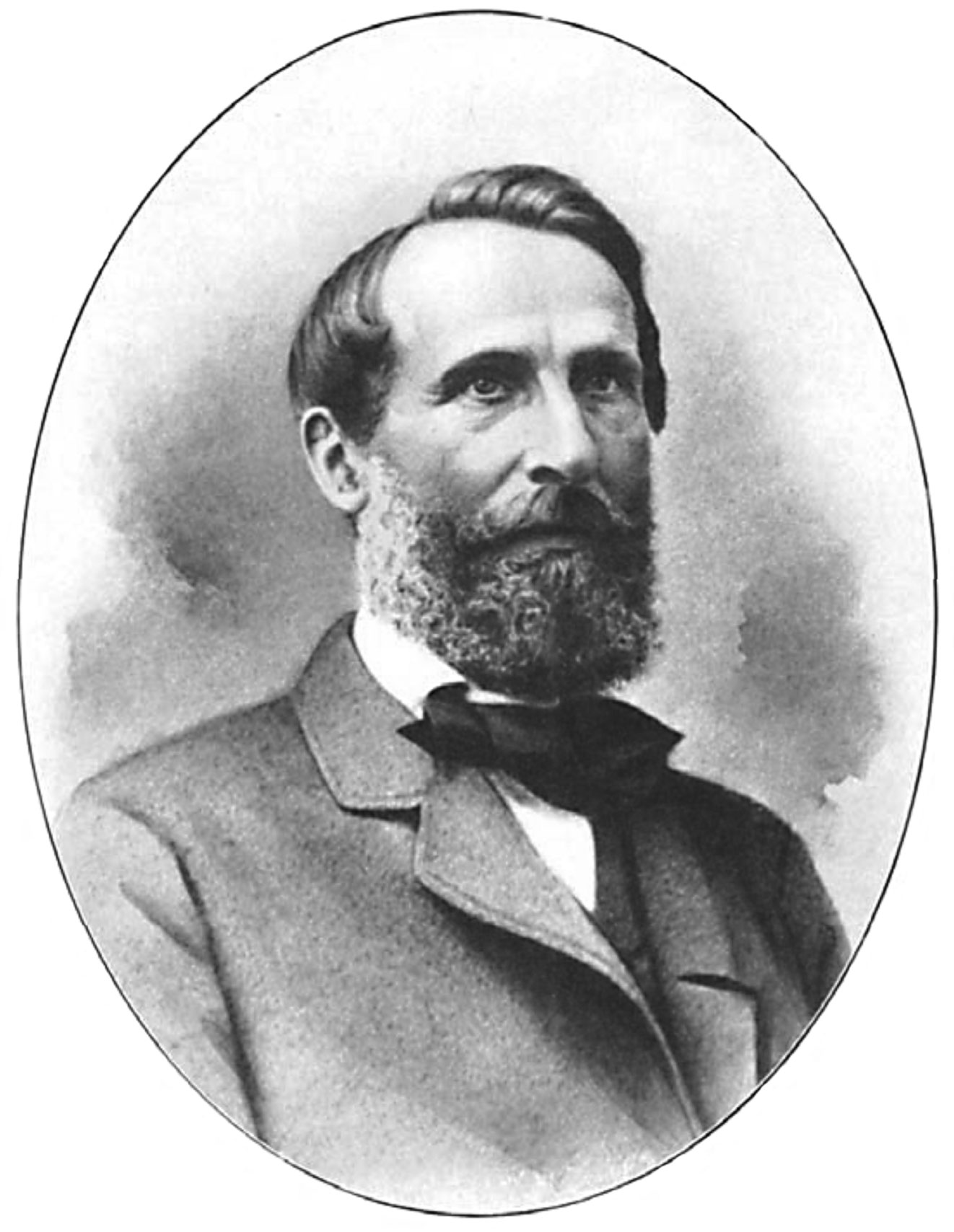
Ludwig Franz Alexander Winther

Ludwig Franz Alexander Winther (* 9. März 1812 in Offenbach am Main; † 26. April 1871 in Gießen) war ein deutscher Pathologe und Ophthalmologe (Augenarzt).

## Leben
Ludwig Franz Alexander wurde als Sohn des Militärarztes Johann Lorenz Winther (* 26. Januar 1780 in Offenbach am Main; † 2. September 1834 ebenda) und dessen Frau Anna Maria Krembs (* 2. März 1780 in Mayen-Koblenz; † 12. Juli 1832 in Offenbach am Main), geboren. Nach dem Besuch einer Privatschule, des Gymnasiums in Darmstadt, studierte Winther ab Sommersemester 1831 Medizin an der Universität Gießen. Während seiner Studienzeit wurde er dort 1831 Mitglied der Alten Gießener Burschenschaft Germania und 1833 des Corps Palatia. In Gießen promovierte er am 16. September 1837 zum Doktor der Medizin.
Anschließend arbeitete er als Assistenzarzt der medizinischen Augenklinik am Seltersberg, unter der Leitung von Georg Friedrich Wilhelm Balser. 1841 setzte Winther seine medizinischen Studien an der Universität Wien und in Paris fort. Zurückgekehrt nach Gießen, wurde er 1842 Privatdozent daselbst, ab dem 8. November 1848 war er außerordentlicher Professor der allgemeinen Pathologie und Therapie und ab 20. März 1867 bis zu seinem Tod 1871 erster ordentlicher Professor der allgemeinen Pathologie, Therapie und Ophtalmologie an der Universität Gießen.
Winther war 1847 Gründungsmitglied des Gießener Sonderbunds, einer Dozentenvereinigung der Universität Gießen.

## Familie
Winther verheiratete sich am 8. Mai 1842 in Gießen mit Karoline Luise Alwine Antonie Balser (* 10. Juli 1811 in Gießen; † 25. Februar 1879 ebenda), der Tochter des Professors für Augenheilkunde in Gießen Georg Friedrich Wilhelm Balser. Aus der Ehe stammen Kinder. Von diesen kennt man:
1. Wilhelm Ludwig Karl August Winther (* 17. September 1843 in Gießen; † 19. November 1927 ebenda), Dr. med. Augenarzt, Oberstabsarzt,
2. Alexander Hermann Heinrich Winther (* 28. Juli 1849 in Gießen; † 12. September 1849 ebenda)
3. Hermann Julius Karl Winther (* 12. Oktober 1850 in Gießen; † 2. Juli 1938 in Worms), Dr. med., Sanitätsrat in Worms, ⚭ I. 13. November 1884 in Roxheim bei Kreuznach/Pfalz mit Katherine Apollonia Josephine Buckler (* 16. August 1846 in Mainz; † 11. März 1895 in Heidelberg), ⚭ II. 17. Oktober 1903 in Kaiserslautern mit Margarethe Kümmert (* 12. August 1876 in Seifriedsburg bei Wolfsmünster; † 29. Dezember 1949)
4. Antonie Karoline Luise Winther (* 13. März 1852 in Gießen; † 27. Juli 1876 ebenda)
5. Adolf Alexander Karl Emil (* 27. Januar 1854 in Gießen; † 26. September 1946 in Frankfurt am Main), Dr. phil., Dr.-Ing. h.c., Direktor und Vorstandsmitglied der ehemaligen chemischen Fabrik Griesheim-Elektron, ⚭ 3. November 1891 in Wiesbaden mit Luise Wilhelmine Neubauer (* 2. Februar 1869 in Wiesbaden; † 19. Oktober 1929 in Frankfurt am Main), die Tochter des Professors für Chemie in Wiesbaden 
 Karl Ludwig Theodor Neubauer und dessen Frau Wilhelmine Karoline Kissel.

## Veröffentlichungen
- Ileotyphus. Ein physiologisch-pathologischer Versuch, Gießen 1842 (Habilitationsschrift)
- Untersuchungen über den Bau der Hornhaut und des Flügelfelles, Gießen 1856
- Zur Gewebelehre der Menschenhornhaut, in: Virchows Archiv, 1856, Band X, S. 506f.
- Lehrbuch der Augenheilkunde, Gießen 1856
- Lehrbuch der allgemeinen pathologischen Anatomie der Gewebe des Menschen, Gießen 1860
- Experimentalstudien über die Pathologie des Flügelfelles, 1866
- Vorträge bei den Versammlungen der Gesellschaft Deutscher Naturforscher und Ärzte, 1861, 1864, 1867, 1868 (publiziert in: Schmidt’s Jahrbücher, Bd. 114, Bd. 124, Bd. 136, Bd. 140)